# 한자와 나오키 시리즈
한자와 나오키 시리즈는 이케이도 준이 쓴 기업 엔터테인먼트 소설 시리즈이다.

## 개요
버블기에 대형 시중 은행 《도쿄 중앙 은행》에 입사한 은행원 한자와 나오키가 은행 안팎의 사람이나 조직에 의한 갖가지 압력과 역경에 싸우는 모습을 그린다.
2013년 7월부터 9월까지 《우리 버블 입행조》와 《우리 꽃의 버블조》를 원작으로 하는 텔레비전 드라마가 《한자와 나오키》라는 타이틀로 방영되었다.

## 시리즈 목록
- 우리 버블 입행조
  - 단행본 〈분게이슌주〉:2004년 12월 5일 발행, ISBN 978-4-16-323600-1
  - 문고본 〈분슌분코〉:2007년 12월 10일 발행, ISBN 978-4-16-772802-1
- 우리 꽃의 버블조
  - 단행본 〈분게이슌주〉:2008년 6월 15일 발행, ISBN 978-4-16-326700-5
  - 문고본 〈분슌분코〉:2010년 12월 10일 발행, ISBN 978-4-16-772804-5
- 로스제네의 역습
  - 단행본 〈다이아몬드사〉:2012년 6월 29일 발행, ISBN 978-4-478-02050-0
  - 문고본 〈분슌분코〉2015년 9월 2일 발행, ISBN 978-4-167-90438-8
- 은 날개의 이카로스
  - 단행본 〈다이아몬드사〉:2014년 8월 1일 발행, ISBN 978-4-478-02891-9
  - 문고본 〈분슌분코〉2017년 9월 5일 발행, ISBN 978-4-167-90917-8

## 등장인물

### 주인공
한자와 나오키 (半沢直樹)
도쿄 중앙 은행 오사카 서부 지점 대출 과장.
모토는 〈기본은 성선설. 당하면, 배로 돌려주기.〉.

### 주인공의 동기
토마리 시노부 (渡真利忍)
도쿄 중앙 은행 대출부 기획 그룹 조사 역.
콘도 나오스케 (近藤直弼)
도쿄 중앙 은행 오사카 사무소 시스템 부분실 조사 역.
카리타 (苅田)
도쿄 중앙 은행 칸사이 법무실 조사 역.

### 도쿄 중앙 은행
아사노 타다스 (浅野匡)
도쿄 중앙 은행 오사카 서부 지점장.
에지마 히로시 (江島浩)
도쿄 중앙 은행 오사카 서부 지점 부지점장.
나카니시 에이지 (中西英治)
도쿄 중앙 은행 오사카 서부 지점 대출과. 입행 2년째.